# 청구 (양취안시)
청구(중국어: 城区, 병음: Chéng Qū)는 중화인민공화국 산시성 양취안시의 행정구역이다. 넓이는 19km2이고, 인구는 2007년 기준으로 220,000명이다.

## 행정 구역
6개 가도를 관할한다.
- 가도: 上站街道, 下站街道, 北大街街道, 南山路街道, 义井街道, 坡底街道